# Kejsi Tola

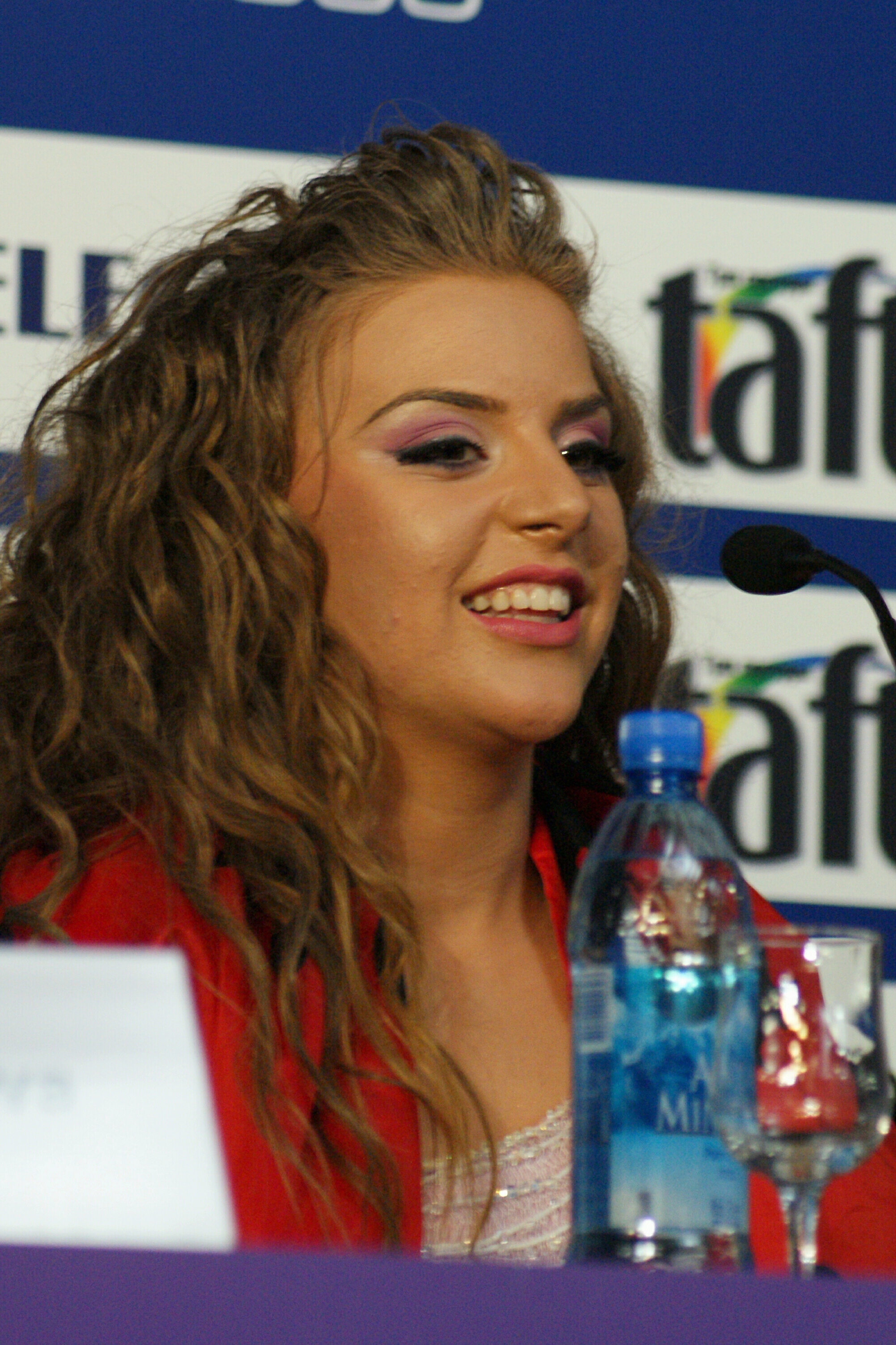
Kejsi Tola beim ESC 2009

Kejsi Tola (* 5. Februar 1992 in Tirana) ist eine albanische Sängerin.

## Leben
Bereits als Kind hatte sie den Wunsch, eine berühmte Sängerin zu werden. Ihr Talent wurde ab ihrem zehnten Lebensjahr professionell gefördert: Sie erhielt Gesangsunterricht. Mit elf Jahren erhielt sie den ersten Preis beim Gesangswettbewerb "Young Voices of Albania" (Junge Stimmen Albaniens). Sie nahm mit großem Erfolg an weiteren Festivals wie dem "Friday Fever Song Contest of Albanian Modern Music" teil. Sie gewann außerdem 2007 die albanische Castingshow Albanian Idol, was ihr eine Direktnominierung für das beliebte albanische Musikfestival Festivali i Këngës einbrachte.
Dort nahm sie mit ihrem Lied Më Mërr Në Endërr (Nimm' mich mit in deine Träume) teil. Im ersten Halbfinale sang sie das Stück solo, im zweiten mit der bekannten Sängerin Flaka Krelani. Im Finale sang sie wieder die Solofassung, mit der sie gewann. Als Gewinnerin des Festivals konnte sie Albanien mit dem Titel beim Eurovision Song Contest 2009 in Moskau vertreten.
In Moskau trat sie daraufhin mit der englischsprachigen Fassung Carry me in your dreams an. Im Finale des ESC belegte sie beim Sieg des Norwegers Alexander Rybak einen 17. Platz.
Auch im Dezember 2009 nahm sie wieder am Festivali i Këngës teil – der Titel des Lieds hieß Pse ekzistojme (Weshalb wir existieren). Danach wurde es ruhiger um Tola. Sie habe sich auf den Schulabschluss konzentriert und werde auch in Zukunft wohl weniger Zeit in ihre Karriere, dafür mehr Zeit in ihre Ausbildung an der Kunstakademie Tirana konzentrieren, wo sie im Herbst 2010 ein Studium für klassischen Gesang aufnehme.
Im Dezember 2012 erreichte sie mit dem Lied S’jemi më atje am Festivali i Këngës den vierten Platz.
Im Jahr 2025 veröffentlichte Tola das Album Fryme.

## Diskografie

### Singles
- 2008: Një Minutë
- 2008: Carry Me in Your Dreams
- 2009: Qiellin do ta Prek me Ty
- 2009: UAT (ft. Shqiponjat)
- 2009: Ndonjëherë
- 2010: Pranë
- 2011: Më Jeto
- 2012: Atje
- 2012: Perëndeshë e Fantazisë
- 2012: S’jemi më atje
- 2014: Iceberg
- 2018: Ke me mua
- 2025: Fryme
- 2025: Ti erdhe